# Mount Carmer
Mount Carmer ist ein Berg im westantarktischen Marie-Byrd-Land. In den Caloplaca Hills ragt er 3 km westnordwestlich des Heathcock Peak auf der Ostseite des Wotkyns-Gletschers auf.
Der United States Geological Survey kartierte ihn anhand eigener Vermessungen und Luftaufnahmen der United States Navy aus den Jahren von 1960 bis 1964. Das Advisory Committee on Antarctic Names benannte ihn 1967 nach John Leroy Carmer (* 1934), Elektrotechniker auf der Byrd-Station im Jahr 1962.